# Bernard Ier du Kongo
Bernard Ier du Kongo, ou Nzinga Mwemba  en kikongo  et Bernardo Ier en portugais, tué en  1566, qui fut roi du royaume du Kongo de 1561 à 1566.

## Règne
Après la mort du roi Jacques/Diogo en 1561 une violente querelle de succession éclate entre ses fils. Alphonse II monte sur le trône et bien qu'il ait l'appui des portugais il est détronné quelques jours après par son frère Bernard Ierqui proclame qu'il est un fils illégitime ! Le nouveau roi a  graves démêlés avec les Portugais, qui veulent le chasser du trône. Il semble que Paul Dias aplanit toutes les difficultés. Bien que soutenu par une partie de la population et de la noblesse il doit faire face aux prétentions au trône de son oncle Dom Henrique, soutenu par les Portugais. Le roi Bernard Ier périt dans une bataille contre les Suquas (Anzika) en avril 1566.

## Sources
- (en) Anne Hilton, The Kingdom of Kongo (Oxford Studies in African Affairs), New York, Clarendon Press of Oxford University Press, 1985, Fig 1 p. 86